# 2010年8月澳门

## 8月31日
- 文化產業委員會舉行第一次平常全體會議。新聞局（页面存档备份，存于）
- 政府公佈展開關閘總體規劃設計，又計劃在氹仔柯維納馬路興建交通樞紐。新聞局（页面存档备份，存于）
- 政府已委託律師向已倒閉的非凡航空追討兩億元貸款。華僑報（页面存档备份，存于）
- 受強烈熱帶風暴獅子山影響，當日在氹仔大潭山錄得攝氏34.8度高溫，是本年最高溫。正報
- 一名青年荷官駕駛摩托車在鏡湖馬路和連勝馬路交界被一輛汽車撞倒死亡，是六日內第二宗致命交通事故。華僑報（页面存档备份，存于）

## 8月30日
- 前澳娛股東霍英東之子霍震霆獲委任為執行董事。明報（页面存档备份，存于）
- 工務局城市規劃廳廳長劉榕表示，位於青洲的臨時中途倉只屬過渡性質，青洲區長遠規劃中不會設置燃料中途倉。另外青洲山及修道院遺址將保留。華僑報（页面存档备份，存于）華僑報（页面存档备份，存于）
- 新馬路中央廣場一家裝潢中的瑜伽中心搜出九名非法勞工，其更有一名非法入境者。正報
- 《公職法援》交流會最後兩場舉行，六場共有1,100名公務員參加。正報

## 8月29日
- 受強烈熱帶風暴獅子山影響，本澳於上午十時半懸掛一號風球。澳門日報
- 行政長官崔世安在福州表示，就珠澳跨境工業區的升級已經與廣東方面達成初步共識。澳門日報
- 「司打口區居民現狀調查」正式開始，將對107幢建築物、約1,600個住宅及商鋪進行入戶調查。華僑報（页面存档备份，存于）

## 8月28日
- 行政長官崔世安表示，明年起會「很樂意」列席立法會接受議員提問。正報
- 商務部副部長姜增偉表示泛珠三角地區與港澳貿易額佔內地與港澳貿易額72%。新華網 Archive.today的存檔，存档日期2013-04-28

## 8月27日
- 行政長官崔世安抵達福州，準備出席第六屆泛珠三角區域合作與發展論壇暨經貿洽談會開幕式。新聞局（页面存档备份，存于）
- 治安警表示，並未有對菲律賓國民採取入境限制措施。華僑報（页面存档备份，存于）
- 街總調查指，近六成受訪者認為政府對現時房產市場的調控程度不足。華僑報（页面存档备份，存于）

## 8月26日
- 澳門中華總商會換屆，許世元卸任會長一職，由馬萬祺三子馬有禮接任。正報華僑報（页面存档备份，存于）
- 新澳門學社到澳門大學遞信，要求校方向公眾交代橫琴新校區建設預算。華僑報（页面存档备份，存于）

## 8月25日
- 立法會主席劉焯華期望政府設立中央機制，賦予某個機構有法案的統一審查權和立法計劃的編制權，以解決提案不均衡的問題。華僑報（页面存档备份，存于）
- 立法議員吳國昌、區錦新、陳偉智遞信，要求行政長官到立法會接受議員提問，並撤換「行政法務範疇主管官員」。華僑報（页面存档备份，存于）
- 澳門航空董事會執行主席趙岩表示，上半年業績轉正。另外航班延誤率為兩至三成。正報

## 8月24日
- 行政長官辦公室主任譚俊榮訪問台灣三日。中央社新聞局（页面存档备份，存于）
- 就菲律賓發生人質被脅持事件，旅遊危機處理辦公室呼籲本澳居民前往當地需慎重考慮。新聞局（页面存档备份，存于）
- 社會協調常設委員會執行委員會協調員孫家雄表示，最低工資將被列入下次或再下次會議議程。正報

## 8月23日
- 文化局局長吳衛鳴表示，該局將接管塔石廣場玻璃屋，並計劃改成文化創意產業旗艦店。正報
- 四名男子涉嫌拆走青洲坊居民掛起的訴求橫額被司警帶署調查。正報

## 8月22日
- 兩批共六百名居民分別舉行遊行，要求監管骨灰龕和道教神壇。正報

## 8月21日
- 交通事務局局長汪雲表示，澳巴直接獲公共汽車經營權批給「下不為例」。華僑報（页面存档备份，存于）

## 8月20日
- 政府表示，不容許民居範圍內興建骨灰龕場所。新聞局（页面存档备份，存于）
- 政府助理發言人陳致平表示，若發現傳媒有需要，都會舉行新聞發佈會。正報

## 8月19日
- 澳巴獲得「澳門道路集體客運公共服務」五個標段其中一個後，撤銷一切相關司法上訴。華僑報（页面存档备份，存于）
- 個人資料保護辦公室表示，暫時不會允許谷歌在澳門再以「街景服務」專車在澳門收集影像資料 。新聞局（页面存档备份，存于）
- 路環九澳查獲大型非法電子產品加工工場，即場帶走74人調查，其中68人是非法勞工。華僑報（页面存档备份，存于）

## 8月18日
- 位於路環九澳的新監獄動工，共四期將於2014年全部完工。新聞局（页面存档备份，存于）
- 廉政公署發表年度工作報告，再次對多個部門發出勸籲。新聞局（页面存档备份，存于）

## 8月17日
- 政府宣佈就《公職法援》法案，向前線公務員在月底舉行四場交流會。新聞局（页面存档备份，存于）
- 民航局完成《空運旅客在被拒絕登機、航班取消或延誤時的基本權利》行政法規草案。華僑報（页面存档备份，存于）

## 8月16日
- 裕華大廈多個舖位被指懷疑準備開設經營骨灰龕。立法議員陳明金及吳在權協調了解，證實有關舖位準備作一般辦公室用途。華僑報（页面存档备份，存于）
- 治安警聯同勞工局稽查人員到路氹城銀河娛樂渡假村地盤查「黑工」。1,800多名工人中有13黑市勞工和兩名過界勞工。華僑報（页面存档备份，存于）

## 8月15日
- 澳門青年動力在玫瑰堂前地集會，要求撤回《公職法援》法案。正報
- 全澳當日哀悼甘肅舟曲縣泥石流慘劇死難者。華僑報（页面存档备份，存于）
- 在獲證實與擁有英超聯澳門獨家播映權Edia Media簽署授權協議後，六家公共天線公司當日恢復播放澳廣視轉播英超聯賽事。華僑報（页面存档备份，存于）
- 數百名裕華大廈居民下午向政府遞信抗議有同鄉會興建骨灰龕後，晚上又聚集懷疑興建地前。正報

## 8月14日
- 行政長官簽署行政命令，宣佈明日下半旗，停止公共娛樂活動，悼念甘肅泥石流死者。原訂明晚舉行的世界女排大奬賽兩場賽事將取消，已購票人士可於一個月內退票。澳門日報
- 澳門社區發展協會舉辦輕軌沿線辯論大會，運建辦主任李鎮東、交通事務局局長汪雲應邀出席。澳門日報
- 新城規劃首階段最後一場諮詢會上，多個團體青年關注還地債問題。華僑報（页面存档备份，存于）

## 8月13日
- 《禁止非法提供住宿》法律正式生效。跨部門工作小組當日成功搗破七個懷疑用作非法提供住宿的單位。新聞局（页面存档备份，存于）
- 2011人口普查試查當日至本月二十七日期間進行。華僑報（页面存档备份，存于）
- 立法議員高天賜指，行政法務司司長陳麗敏母親在回歸前獲批予永久墓地，但在1997年曾被拒批。正報
- 衛生局表示關注有關帶有NDM-1基因的耐藥細菌的報道。新聞局（页面存档备份，存于）

## 8月12日
- 立法議員區錦新承認當年在處理批出永久性墓地一事上，對《基本法》第七條土地國有敏感度不足。正報
- 廉政公署證實在歐文龍案中被國際刑警發佈紅色通緝的商人林偉，經已被除名。澳門電台（页面存档备份，存于）
- 交通事務局決定，延長新馬路周末公交專道措施六個月。新聞局（页面存档备份，存于）
- 在立法會本年度最後一次會議上，細則性通過六個衛生範疇職程和《非高等教育公立學校教師及教學助理人員職程制度》法案。華僑報（页面存档备份，存于）

## 8月11日
- 廉政公署表示，就近日傳媒報導有關行政當局處理墓地批給一事，已介入調查。廉政公署
- 行政會發言人梁慶庭獲社會文化司司長委任為文化產業委員會副主席。印務局（页面存档备份，存于）
- 立法會通過《社會保障制度》法案，其中「非僱員申請加入社保前十二個月中須至少一百八十三日身處澳門」的條款，三人反對、一人棄權。華僑報（页面存档备份，存于）

## 8月10日
- 行政法務司司長辦公室發表聲明，澄清墳場批給問題。新聞局（页面存档备份，存于）
- 就有市民投訴指在一宗在珠海市發生的案件中被視為被告調查，司警局回應指當中並不存在違法狀況，該市民指控的事實亦不存在。新聞局（页面存档备份，存于）新聞局（页面存档备份，存于）

## 8月9日
- 就有「行政法務範疇」官員被指在臨時澳門市政局時期濫權，批出十幅永久墳地，行政法務司司長陳麗敏表示不知情。澳門電台（页面存档备份，存于）
- 政府決定就《因執行公共職務的司法援助》刪除第四條有關「名譽」的部份。澳門電台（页面存档备份，存于）

## 8月8日
- 三盞燈有變電房中壓裝置故障，近兩場戶停電，有用戶停電達三小時。華僑報（页面存档备份，存于）
- 有政策研究員和傳媒團體繼續批評《因執行公共職務的司法援助》法案。華僑報（页面存档备份，存于）華僑報（页面存档备份，存于）

## 8月7日
- 位於聖保祿學院遺址訪的利瑪竇銅像揭幕。華僑報（页面存档备份，存于）
- 交通事務局指，將為關閘總站打天窗，並設空調候車室。華僑報（页面存档备份，存于）

## 8月6日
- 四人涉嫌綁架一名商人朋友勒索500萬元，事敗後其中於五日三人被捕，另一人同日自首。案件當日交檢察院處理。澳門日報[]
- 一名無業青年假扮招募少女模特兒索要三名少女裸照被捕，當日移送檢察院。澳門日報[]

## 8月5日
- 南灣白鴿票附近有棚架在傍晚暴雨中倒塌，壓毀四輛汽車，無人受傷。澳門日報[]
- 立法會第三常設委員會完成審議《社會保障制度》以及六項衛生職程法案，並簽署意見書。澳門電台（页面存档备份，存于）澳門電台（页面存档备份，存于）
- 立法會第二常設委員會繼續討論《控煙法》。委員會主席陳澤武表示，委員會與政府代表都認為，應該獨立處理娛樂場的控煙規定。澳門電台（页面存档备份，存于）
- 一名印傭涉嫌多次虐打僱主男嬰被司警拘捕。澳門日報[]

## 8月4日
- 四名男子懷疑向金行兜售假金飾被治安警察局拘捕。新報[]
- 立法會前主席曹其真在博客指，《因執行公共職務的司法援助》法案違反《基本法》。華僑報（页面存档备份，存于）
- 廉政公署就包括勞工事務局三月搜查澳亞衛視一事對四個部門發出勸籲。華僑報（页面存档备份，存于）華僑報（页面存档备份，存于）
- 行政長官委任行政長官辦公室主任譚俊榮為「勳章、獎章和獎狀提名委員會」成員。印務局（页面存档备份，存于）
- 土地工務運輸局局長賈利安在回覆議員吳國昌書面質詢時承認，未來仍不排除以新城填海所得土地償還地債。

立法會

## 8月3日
- 石排灣公屋土地平整工程舉行動工儀式。華僑報（页面存档备份，存于）
- 新澳門學社到立法會遞信，要求刪除《因執行公共職務的司法援助》第四條。華僑報（页面存档备份，存于）
- 香港民主黨區議員梁里被澳門當局拒絕入境。正報
- 房屋局代副局長鄭錫林指，會優先讓現有一萬二千多個經濟房屋輪候家團上樓。華僑報（页面存档备份，存于）

## 8月2日
- 社會保障基金開始接受1934年或以前出生的長者申請提取中央儲蓄制度款項。華僑報（页面存档备份，存于）
- 立法議員關翠杏表明，不認同政府在《公職法援》法案中有關「官告民」條款的取態。華僑報（页面存档备份，存于）
- 一名涉嫌7月27日凌晨在皇朝區毆打傷人及駕車撞傷警員和市民的香港男子，下午在律師陪同下到司警局自首。正報
- 政府向立法會土地及公共批給事務跟進委員會透露，路氹城還有三個博彩項目和四個非博彩項目的批地申請，但以批地未完成法律程序為由，不肯透露公司的名稱及申請項目細節。又表示《土地法》和《城市規模法》將於2012年完成立法程序。正報

- 《禁止非法提供住宿》法律公布，十日後生效。印務局（页面存档备份，存于）
- 兩名工人自救會成員涉嫌在議事亭前地示威期間觸犯侮辱罪，被警方帶走。華僑報（页面存档备份，存于）

## 8月1日
- 新一期醫療券開始派發。澳門日報
- 南海休漁期結束。澳門日報
- 由新視角學會、新青協進行的民意測驗顯示，49%受訪者認為討論澳門政制改革具逼切性，65%受訪者希望未來實現行政長官、立法會「雙普選」。澳門日報